# Sonic Prime
Sonic Prime es una serie animada de televisión basada en la serie de videojuegos Sonic the Hedgehog, coproducida por Sega of America, Netflix Animation, WildBrain Studios y Man of Action Studios. Es la sexta serie animada de televisión basada en la franquicia.
La primera temporada, que consta de ocho episodios, se estrenó en Netflix el 15 de diciembre de 2022. Según WildBrain Studios, la serie tendrá al menos 24 episodios en total. Sega confirmó que la segunda temporada y el segundo lote de episodios se lanzarán el 13 de julio de 2023.

## Sinopsis
Durante una batalla con el Dr. Eggman, Sonic rompe el Paradox Prism, un artefacto cristalino con poderes que alteran la realidad, que destruye el universo y crea el «Shatterverse», un multiverso de dimensiones alternativas llamado «Shatterspaces», cada uno de ellos formado por uno de los fragmentos de Prism y habitado por versiones alternativas de los amigos de Sonic (Tails, Amy Rose, Knuckles, Rouge y Big), pero carecen de sus propias versiones de él.
Sonic primero termina en New Yoke City, una versión distopía futurista de Green Hill gobernada por un grupo de variantes de Eggman que se hacen llamar el Consejo del Caos, que usó el fragmento de su reino para conquistarlo con facilidad. Peor aún, buscan extender su alcance y conquistar todo el Shatterverse después de enterarse de su existencia a través de Sonic, pero él y una resistencia formada por versiones denizen de sus amigos se oponen. Mientras busca volver a armar el Prisma y restaurar su realidad, Sonic se aventura a otros Shatterspaces como Boscage Maze y No Place, dos mundos cubiertos de jungla y agua y habitados por versiones salvajes y piratas de sus amigos, respectivamente.

## Reparto de voz
- Deven Mack como:
  - Sonic:[7][3] Un erizo antropomórfico azul con el poder de correr a velocidades supersónicas. Aunque a veces puede ser arrogante y egoísta, se preocupa profundamente por sus amigos y trata de mantener el mundo a salvo del Dr. Eggman. En las diferentes partes del Shatterverse, el calzado de Sonic le otorga diferentes habilidades, como capacidades eléctricas en New Yoke City, la capacidad de escalar paredes en Boscage Maze y la capacidad de flotar sobre el agua en No Place.
  - Orbot y Cubot: los secuaces robóticos del Dr. Eggman con una competencia inferior a la media. Orbot es el robot rojo con forma de esfera, mientras que Cubot es el robot amarillo con forma de cubo. A diferencia de los otros personajes, Orbot y Cubot no tienen contrapartes en Shatterverse.
- Brian Drummond como:
  - Dr. Eggman:[3] Un genio malvado con un coeficiente intelectual de 300 que es el archienemigo de Sonic. Planeaba usar el Paradox Prism para sus planes.
    - Sr. Dr. Eggman: la contraparte del Dr. Eggman de New Yoke City, quien es el líder del Chaos Council.
    - Dr. Done It: miembro del Chaos Council que se parece a una versión anterior del Dr. Eggman.

  - Stormbeard: un exmiembro de la tripulación de Knuckles the Dread que se fue y formó una tripulación con los otros miembros liderados por Jack.
- Ashleigh Ball como:
  - Miles «Tails» Prower:[3] Un zorro antropomórfico que es el mejor amigo de Sonic, un genio inventor, y puede volar con sus colas gemelas.
    - Tails Nine (o «Nine» para abreviar):[8] El homólogo de Tails de New Yoke City, que era constantemente intimidado por sus colas gemelas, por lo que creó siete colas mecánicas más para vengarse de ellas.
    - Mangey Tails: la contraparte de Tails del Boscage Maze que actúa como un animal salvaje, comúnmente camina a cuatro patas y solo se comunica con gruñidos.
    - Sails Tails: la contraparte de Tails de No Place que creó un brazo mecánico en su cinturón para que pueda realizar más tareas simultáneamente.

  - Bunny Bones: un exmiembro de la tripulación de Knuckles the Dread que se fue y formó una tripulación con los otros miembros liderados por Jack.
- Adam Nurada como Knuckles the Echidna:[3] Un equidna antropomórfico rojo cuyos grandes puños le dan mucha fuerza.

## Doblaje
| Personaje | Actor de voz original | Actor de doblaje | Actor de doblaje |
| --------- | --------------------- | ---------------- | ---------------- |
| Sonic     | Deven Mack            | Marc Winslow     | Ángel de Gracia  |
| Tails     | Ashleigh Ball         | Marisol Romero   | Graciela Molina  |
| Knuckles  | Adam Nurada           | Abraham Vega     | Sergio Mesa      |
| Amy       | Shannon Chan-Kent     | Valentina Souza  | Meritxell Ribera |
| Rouge     | Kazumi Evans          | Jocelyn Robles   | Ana Vidal        |
| Shadow    | Ian Hanlin            | Dave Ramos       | Manuel Gimeno    |
| Big       | Ian Hanlin            | Roberto Salguero | Santi Lorenz     |
| Eggman    | Brian Drummond        | Mauricio Pérez   | Francesc Belda   |

## Episodios
| Temporada | Temporada | Episodios | Episodios | Lanzamiento original                                                     | Lanzamiento original                                                     |
| --------- | --------- | --------- | --------- | ------------------------------------------------------------------------ | ------------------------------------------------------------------------ |
|           | 1         | 8         | 8         | 10 de diciembre de 2022 (Ep.1; Roblox) 15 de diciembre de 2022 (Netflix) | 10 de diciembre de 2022 (Ep.1; Roblox) 15 de diciembre de 2022 (Netflix) |
|           | 2         | 8         | 8         | 4 de julio de 2023 (Ep. 1; YouTube) 13 de julio de 2023 (Netflix)        | 4 de julio de 2023 (Ep. 1; YouTube) 13 de julio de 2023 (Netflix)        |
|           | 3         | 7         | 7         | 5 de enero de 2024 (Ep. 1; YouTube) 11 de enero de 2024 (Netflix)        | 5 de enero de 2024 (Ep. 1; YouTube) 11 de enero de 2024 (Netflix)        |

### Primera temporada (2022)
{{Lista de episodios
- Nota: En el juego de Roblox, Sonic Speed Simulator, se emitió el primer capítulo como un adelanto de la serie.

| EpisodioNúmero     = 1
| EpisodioNúmero2    = 1
| Título             = Shattered
| AltTítulo          = Un mundo hecho añicos
| DirigidoPor        = Erik Wiese
| EscritoPor         = Man of Action y Erik Wiese
| FechadeEmisiónorig = 10 de diciembre de 2022 (Ep.1; Roblox)
15 de diciembre de 2022 (Netflix)
| CódigodeProd       = 1WAH01
}}
| N.º en serie | N.º en temp. | Título                                             | Dirigido por                 | Escrito por                | Fecha de emisión original | Código de prod. |
| ------------ | ------------ | -------------------------------------------------- | ---------------------------- | -------------------------- | ------------------------- | --------------- |
| 2            | 2            | «The Yoke's On You» «Quien ríe el último...»       | Erik Wiese                   | Man of Action y Erik Wiese | 15 de diciembre de 2022   | 1WAH02          |
| 3            | 3            | «Escape From New Yoke» «La fuga de la gran ciudad» | Erik Wiese                   | Man of Action y Erik Wiese | 15 de diciembre de 2022   | 1WAH03          |
| 4            | 4            | «Unwelcome to the Jungle» «La jungla hostil»       | Erik Wiese y Kiran Sangherra | Brittany Jo Flores         | 15 de diciembre de 2022   | 1WAH04          |
| 5            | 5            | «Barking Up The Wrong Tree» «El árbol descomunal»  | Erik Wiese                   | Patricia Villetto          | 15 de diciembre de 2022   | 1WAH05          |
| 6            | 6            | «Situation: Grim» «Situación: Crítica»             | Erik Wiese                   | Marcus Rinehart            | 15 de diciembre de 2022   | 1WAH06          |
| 7            | 7            | «It Takes One to No Place» «Terreno desconocido»   | Erik Wiese                   | Omar Spahi                 | 15 de diciembre de 2022   | 1WAH07          |
| 8            | 8            | «There's No ARRGH In "Team» «¡Qué equipazo!»       | Erik Wiese                   | Justin Peniston            | 15 de diciembre de 2022   | 1WAH08          |

### Segunda temporada (2023)
| N.º en serie | N.º en temp. | Título                                                   | Dirigido por                    | Escrito por                                            | Fecha de emisión original                                         | Código de prod. |
| ------------ | ------------ | -------------------------------------------------------- | ------------------------------- | ------------------------------------------------------ | ----------------------------------------------------------------- | --------------- |
| 9            | 1            | «Avoid the Void» «Evita el Vacío»                        | Erik Wiese y Logan McPherson    | Erik Wiese y Logan McPherson Historia: Marcus Rinehart | 4 de julio de 2023 (Ep. 1; YouTube) 13 de julio de 2023 (Netflix) | 2WAH01          |
| 10           | 2            | «Battle in the Boscage» «Combate en el Bosque Laberinto» | Andrew Duncan y Kiran Sangherra | Marcus Rinehart                                        | 13 de julio de 2023                                               | 2WAH02          |
| 11           | 3            | «Second Wind» «Segundo viento»                           | Ishi Rudell                     | Charlotte Fullerton                                    | 13 de julio de 2023                                               | 2WAH03          |
| 12           | 4            | «No Way Out» «Sin salida»                                | Joel Salaysay                   | Patricia Villetto                                      | 13 de julio de 2023                                               | 2WAH04          |
| 13           | 5            | «A Madness to Their Methods» «Locura en sus métodos»     | Andrew Duncan y Kiran Sangherra | Justin Peniston                                        | 13 de julio de 2023                                               | 2WAH05          |
| 14           | 6            | «Double Trouble» «Problema doble»                        | Ishi Rudell                     | Marcus Rinehart                                        | 13 de julio de 2023                                               | 2WAH06          |
| 15           | 7            | «Cracking Down» «El Consejo del Caos»                    | Joel Salaysay                   | Patricia Villetto                                      | 13 de julio de 2023                                               | 2WAH07          |
| 16           | 8            | «Ghost of a Chance» «Ni la más remota posibilidad»       | Andrew Duncan y Kiran Sangherra | Marcus Rinehart                                        | 13 de julio de 2023                                               | 2WAH08          |

### Tercera temporada (2024)
| N.º en serie | N.º en temp. | Título                                                   | Dirigido por                    | Escrito por      | Fecha de emisión original                                           | Código de prod. |
| ------------ | ------------ | -------------------------------------------------------- | ------------------------------- | ---------------- | ------------------------------------------------------------------- | --------------- |
| 17           | 1            | «Grim Tidings» «Noticias grises»                         | Ishi Rudell                     | Chris Milan      | 5 de enero de 2024 (YouTube Premiere) 11 de enero de 2024 (Netflix) | 3WAH01          |
| 18           | 2            | «Dome Sweet Dome» «Cúpula, dulce hogar»                  | Joel Salaysay                   | Patricia Viletto | 11 de enero de 2024                                                 | 3WAH02          |
| 19           | 3            | «No Escape» «Sin escapatoria»                            | Andrew Duncan y Kiran Sangherra | Marcus Rinehart  | 11 de enero de 2024                                                 | 3WAH03          |
| 20           | 4            | «Nine's Lives» «Las vidas de Nine»                       | Ishi Rudell                     | Justin Peniston  | 11 de enero de 2024                                                 | 3WAH04          |
| 21           | 5            | «Home Sick Home» «Un gris muy negro»                     | Kiran Sangherra y Erik Wiese    | Patricia Viletto | 11 de enero de 2024                                                 | 3WAH05          |
| 22           | 6            | «The Devil Is in the Tails» «Las nueve colas del diablo» | Kiran Sangherra y Erik Wiese    | Logan McPherson  | 11 de enero de 2024                                                 | 3WAH06          |
| 23           | 7            | «From the Top» «Borrón y cuenta nueva»                   | Kiran Sangherra y Erik Wiese    | Chris Milan      | 11 de enero de 2024                                                 | 3WAH07          |

## Producción
Sonic Prime se anunció oficialmente en febrero de 2021, aunque el desarrollo de la serie se reveló inicialmente en un tuit eliminado en diciembre de 2020. La serie tendrá 24 episodios en total. Colleen O'Shaughnessey conocida por interpretar a Miles «Tails» Prower desde 2014, respondió a un tuit en Twitter que no volvería a interpretar el papel en la serie de Netflix, debido al contenido canadiense y la unión leyes que significan que una gran parte de los actores de doblaje que interpretan papeles en programas de televisión canadienses tienen que ser canadienses. En mayo de 2022, se anunció que Deven Mack daría voz al personaje principal de la serie.
La serie está hecha por Man of Action y WildBrain Studios, y marca su segunda colaboración en una serie basada en videojuegos después de Mega Man Fully Charged, junto con Netflix Animation y el estudio de animación de Sega, Marza Animation Planet. Uno de los guionistas, Duncan Rouleau, afirmó que la serie estará ambientada en «el universo de videojuegos creado por Sonic Team» y que «no se descartan posibles crossovers de Sega». Según el productor ejecutivo Logan McPherson, la serie es canon para la línea de tiempo de los juegos. En junio de 2021, se descubrió el arte conceptual de la serie en la cartera de un artista ahora eliminado.
Duncan Rouleau confirmó más tarde que Ian Flynn, que ha escrito para las series Archie, Boom, IDW y el recién lanzado Sonic Frontiers, sería un consultor. Además, el director de The Willoughbys Kris Pearn, trabajó en la serie como consultor creativo con el director de My Little Pony: Equestria Girls, Ishi Rudell, como director de episodios.

## Lanzamiento
La primera temporada de Sonic Prime, que consta de ocho episodios, se lanzó el 15 de diciembre de 2022. El primer episodio se estrenó en el juego Sonic de Gamefam de Roblox, Sonic Speed Simulator, el 10 de diciembre de 2022. Los plazos de lanzamiento de las próximas temporadas no se han confirmado oficialmente, pero serán en un «futuro no muy lejano» después de la primera temporada, según el productor ejecutivo Logan McPherson. La temporada 2 se lanzará el 13 de julio de 2023.

## Recepción

### Audiencia viewership
El 20 de diciembre de 2022, Netflix anunció que Sonic Prime ocupó el puesto número cinco de los 10 principales en la televisión inglesa para ser visto con 27,7 millones de horas vistas entre el 12 y el 18 de diciembre.

### Respuesta crítica
Sonic Prime recibió críticas generalmente positivas de los críticos con elogios a la actuación de voz, la historia y la animación; pero algunos criticaron su escritura, y muchos la llamaron «repetitiva». En Rotten Tomatoes, tiene una puntuación del 60% según las reseñas de 5 críticos. Polly Conway de Common Sense Media dijo que es una serie animada divertida y frenética que promociona el trabajo en equipo y tiene violencia.  Kennet Seward Jr de IGN le dio a la serie una puntuación de 8 sobre 10, llamándola un programa «divertido y familiar» para fanáticos nuevos y antiguos, dijo que «Sonic Prime es divertido y, en general, entretenido, familiar. Sentado tonalmente entre Adventures of Sonic the Hedgehog de 1992 y Sonic the Hedgehog de 1993 – que presenta una vibra similar de 'luchadores por la libertad que buscan derrocar a un líder cruel' – ofrece una mirada emocionante al pasado mientras presenta algunas ideas nuevas. tiene algunos problemas relacionados con el ritmo y el final abrupto de la primera temporada no le hará ningún favor. Dicho esto, Sonic Prime debería ser bien recibido por los fanáticos nuevos y veteranos de la franquicia». Josua Kristian McCoy de Game Rant le dio a Prime 3.5 de 5, calificándolo de «muy bueno» y también calificándolo de muy divertido: «Sonic Prime es otro argumento más para Sonic como una estrella de televisión primero y como un personaje de juego en segundo lugar. A los fans de Sonic les encantará el escaparate de sus personajes favoritos y la acción de ritmo rápido. A pesar de una escritura débil y demasiadas repeticiones, Sonic Prime es muy divertido. Disfruta el viaje de Blue Blur al multiverso».

### Reconocimientos
| Año  | Premio      | Categoría                                              | Nominados                                                                                                 | Resultado | Ref    |
| ---- | ----------- | ------------------------------------------------------ | --- | --------- | ------ |
| 2023 | Premios Leo | Mejor Programa o Serie de Animación                    | Sonic Prime                                                                                               | Nominado  | [ 28 ] |
| 2023 | Premios Leo | Mejor dirección de animación                           | Kiran Sangherra e Ishi Rudell («Escape from New Yoke»)                                                    | Nominado  | [ 28 ] |
| 2023 | Premios Leo | Mejor sonido en un programa o serie animada            | Jeff Davis, Fanny Riguidel, Gregorio Gómez, David Green y Kerthekan Balasubramaniam («The Yoke's on You») | Nominado  | [ 28 ] |
| 2023 | Premios Leo | Mejor sonido en un programa o serie animada            | Steffan Andrews y Mike Shields («Situation: Grim»)                                                        | Nominado  | [ 28 ] |
| 2023 | Premios Leo | Mejor dirección de arte en un programa o serie animada | Alan Cook («Escape from New Yoke»)                                                                        | Nominado  | [ 28 ] |